# Xenomorphia
Xenomorphia — викопний рід паразитичних ос родини діаприїд (Diapriidae). Представники роду виявлені в середині скам'янілих лялечок мух, що датовані палеогеном.

## Історія відкриття
У 2018 році Томас ван де Камп з Технологічного інституту Карлсруе і його колеги вивчили 1510 скам'янілих лялечок мух періоду палеогену (23-66 млн років тому), які знайдені на території сучасної Франції у муніципалітеті Баш в департаменті Лот на фосфоритових копальнях Керсі у кінці XIX століття. Скам'янілості зберігаються в музейних колекціях Базеля і Стокгольма. Довжина кожної лялечки не перевищує 3 мм. У 1944 році зразки досліджував швейцарський ентомолог Едуард Гандшін (Eduard Handschin). Він першим запідозрив на поперечному зрізі однієї зі скам'янілих лялечок ознаки зараження наїзником, але тодішні методи дослідження не дозволяли йому підтвердити це припущення.
Вчені використовували рентгенівську мікротомографію, яка допомогла їм «зазирнути» всередину лялечки, не руйнуючи її, і зробити тривимірні реконструкції паразитів всередині лялечок. Дослідники виявили у 55-ох лялечках ос-ендопаразитів чотирьох невідомих раніше видів. Вони отримали назви Xenomorphia resurrecta (до цього виду належать 42 з 55 знайдених ос), Xenomorphia handschini, Coptera anka і Palaeortona quercyensis.
Рід Xenomorphia названий на честь Ксеноморфа — істоти з серії фільмів жахів «Чужий». За сюжетом фільму личинка ксеноморфа розвивалася у живому організмі, подібно як і в паразитичних ос.
Частина ос збереглася досить добре, щоб можна було визначити їх вік: 19 ос зі складеними крилами вчені вважають личинками на пізній стадії розвитку, а ще 20 — дорослими комахами. У переважній більшості випадків оси розвинулися повністю і вже були готові покинути тіло свого господаря. Також у частині скам'янілостей можна розгледіти самиць та самців. Ймовірно, їхній життєвий цикл був подібний до сучасних ос-наїзників.